# 76,5 mm armata vz. 30 Škoda
Skoda 76.5 mm kanon vz 30 – czechosłowacka armata polowa zaprojektowana w zakładach Škody, w okresie II wojny światowej używana przez armię niemiecką, a w wersji eksportowej także przez armie Jugosławii i Rumunii.
Po zakończeniu I wojny światowej na terenie nowo powstałej Czechosłowacji znalazł się potężny kompleks zbrojeniowy Škodovy závody w Pilźnie, w okresie przed II wojną światową był to jeden z głównych producentów broni w Europie. Początkowo jednak największym problemem było znalezienie rynku zbytu jako, że po zakończeniu wojny rynek był bardzo nasycony bronią i jedynym sposobem wejścia do niego było zaproponowanie czegoś nowego i unikalnego.  W 1928 projektanci Škody zaprojektowali armatę polową 75 mm kanon vz 28 o bardzo wysokim kącie podniesienia lufy co umożliwiało także wykorzystanie jej jako armaty przeciwlotniczej. Równocześnie zaprojektowano także haubicę 100 mm houfnice vz 28 która mogła być używana w roli haubicy górskiej. Oba te działa zostały zakupione przez Jugosławię i Rumunię.
O ile haubica już od początku okazała się bardzo udaną konstrukcją to szybko okazało się, że ograniczenia armaty polowej nie pozwalały na jej użycie w roli artylerii przeciwlotniczej.
W 1930 także Wojsko Czechosłowacji zdecydowało zakupić obie te konstrukcje, dokonano tylko nieznacznych ich modyfikacji, zarówno armata jak i haubica otrzymały nowe koła pneumatyczne, a armata została przekalibrowana na standardowy kaliber używany w armii czechosłowackiej – 76,5 mm, oraz zrezygnowano z opcji prowadzenia ognia przeciwlotniczego. W służbie czechosłowackiej armata była znana jako 76,5 mm kanon vz 30, a haubica jako 100 mm houfnice vz 30.
Po zajęciu Czechosłowacji przez nazistowskie Niemcy oba działa były używane przez wojska niemieckie, w początkowym okresie II wojny światowej używane były na froncie, w późniejszym okresie większość z nich stanowiła uzbrojenie Wału Atlantyckiego. W służbie niemieckiej armata znana była jako 7.65 cm FK (feldkanone – armata polowa), a haubica jako 10 cm leFH (leichteFeldHaubitze – lekka haubica polowa).